# Kurt-Schumacher-Straße 4/6 (Bonn)

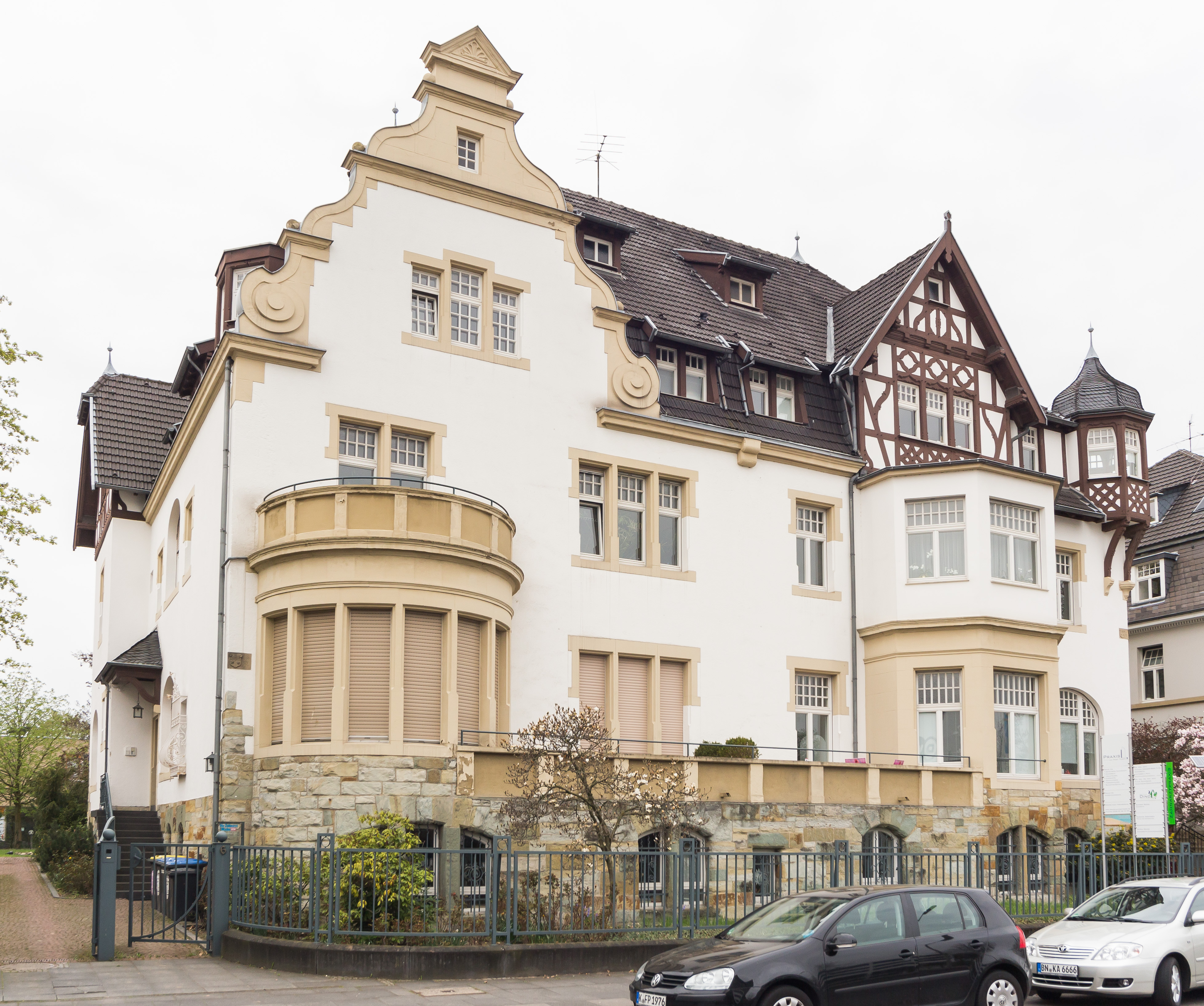
Doppelvilla Kurt-Schumacher-Straße 4/6 (2013)

Das Gebäude Kurt-Schumacher-Straße 4/6 ist eine Doppelvilla im Bonner Ortsteil Gronau, die 1906/07 errichtet wurde. Sie liegt im Zentrum des Bundesviertels gegenüber dem Schürmann-Bau. Die Villa steht als Baudenkmal unter Denkmalschutz.

## Geschichte

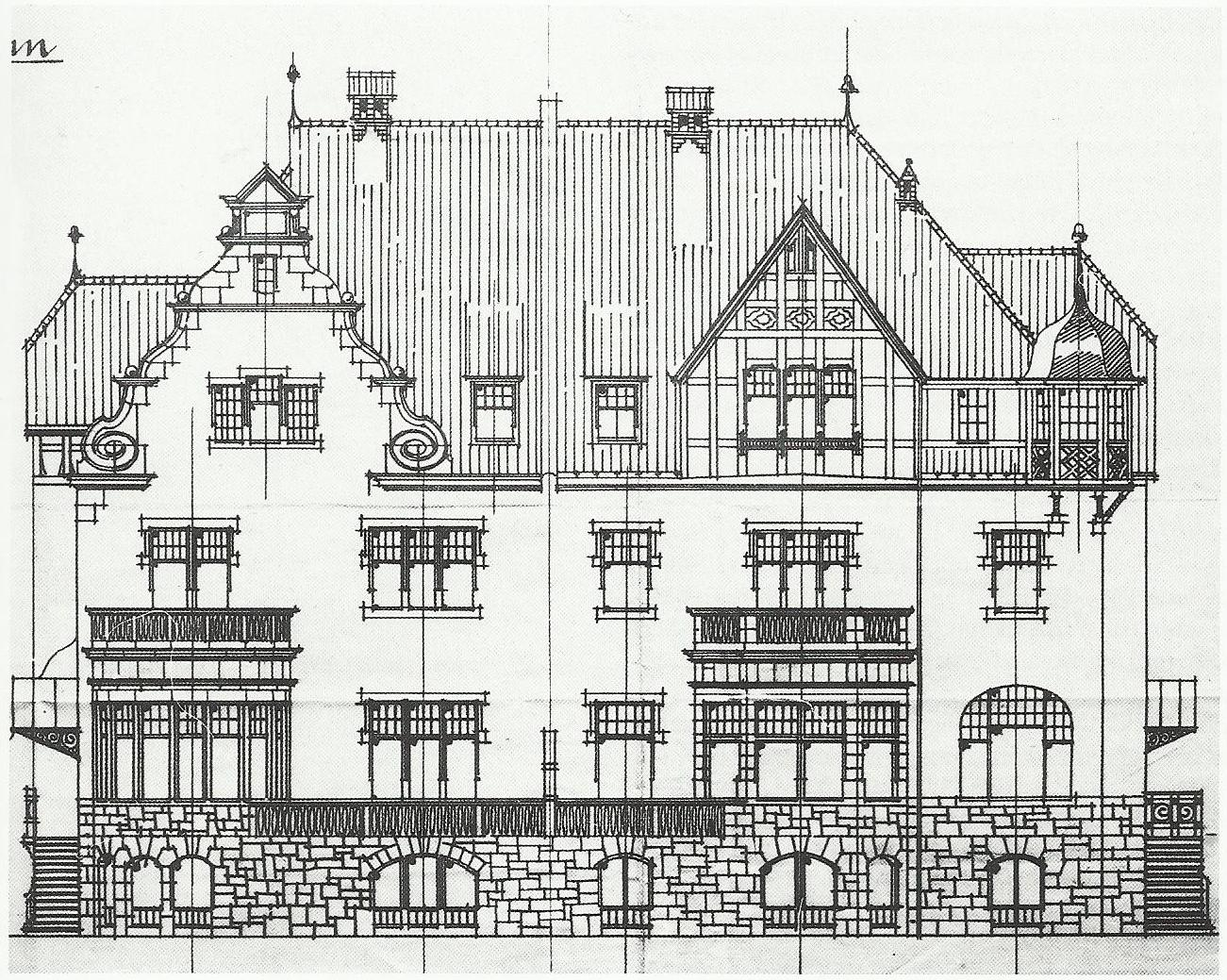
Entwurf, Aufriss der Rheinfront (1906)

Die Villa entstand nach einem Entwurf des Bonner Architekten und Regierungsbaumeisters Julius Rolffs, als erstes Projekt in der damaligen „Villenkolonie Gronau“ an der Drachenfelsstraße am südlichen Bonner Stadtrand. Aufgrund einer Verzögerung bei der Erschließung des Geländes hatte sich der ursprünglich vorgesehene Bauherr für die südliche Halbvilla (heute Nr. 6) zurückgezogen, deren Realisierung daher zunächst zurückgestellt wurde. Als Bauherr der nördlichen Halbvilla (heute Nr. 4) trat Josef Lürken auf, der als Arzt dort auch seine Praxis zu führen beabsichtigte. Auf den Bauantrag vom Juli 1906 hin wurde, nach erfolgten Ausnahmegenehmigungen, im September die Baugenehmigung erteilt. Im selben Monat gab Lürken auch die andere Haushälfte in Auftrag, war somit zum alleinigen Bauherren der Doppelvilla geworden. Die Rohbauabnahmen beider Halbvillen wurden im März und April 1907 durchgeführt, nach zwischenzeitlich erforderlichen Nachtragsgesuchen konnte das Gebäude im November 1907 für den Gebrauch abgenommen werden.
1927 war die nördliche Halbvilla in den Besitz des Fabrikanten Michael DuMont übergegangen, der in diesem Jahr eine Garage anbauen ließ. 1937 plante Hermann Terhaar, vermutlich Inhaber der Kammgarnweberei Münster West/Westf. und London West, die ihm gehörende südliche Halbvilla in ein Drei-Etagen-Wohnhaus umzubauen. Diese Planungen kamen aufgrund des Verkaufs der Halbvilla nicht zur Ausführung, auch nicht unter dem nachfolgenden Eigentümer, dem Architekten Karl Oldag. Er reichte im April 1939 ebenfalls entsprechende Baupläne ein, verkaufte die Halbvilla aber bereits bis August an den Direktor G. Leyensiefen aus Troisdorf, auf den nun der Bauschein zum Umbau in ein Mehrfamilienhaus übertragen wurde.
Nachdem Bonn 1949 Regierungssitz der Bundesrepublik Deutschland wurde, befand sich die Villa inmitten des neuen Parlaments- und Regierungsviertels. 1953 richtete die Republik Indonesien in der nördlichen Halbvilla die Kanzlei ihrer Botschaft (inkl. Konsularabteilung) ein. Bis Dezember 1970 ging die als Botschaft genutzte Halbvilla in den Besitz der Bundesrepublik Deutschland über, die das örtliche Finanzbauamt mit einem Umbau beauftragte. 1980 zog die indonesische Botschaft innerhalb von Bonn um (→ Botschaft der Republik Indonesien (Bonn)). 1981 erwarb das Land Hessen die gesamte Doppelvilla durch Grundstückstausch vom Bund und verlegte dorthin bis 1983 die bisher im Ortsteil Kessenich untergebrachten Büroräume seiner in der benachbarten Villa Kurt-Schumacher-Straße 8 ansässigen Landesvertretung. Im Zuge der Verlegung des Parlaments- und Regierungssitzes (1999/2000) zog die hessische Landesvertretung nach Berlin um, das bisherige Bürogebäude wurde von ihr noch bis zum Verkauf im Oktober 2000 genutzt. Seitdem sind in der Villa Privatunternehmen, derzeit insbesondere Arztpraxen beheimatet.

## Architektur
Die Villa ist zweigeschossig über einem zwei Meter hohen Sockelgeschoss (Souterrain) errichtet. Die Straßenfront wird durch einen, unter den Villen Rolffs' an der Kurt-Schumacher-Straße einmaligen, Holzfachwerkgiebel (auch an der Rückfront) sowie einen halbrunden Vorbau und einen polygonalen Standerker geprägt. Zentraler Innenraum ist eine zweigeschossige Diele. Im Erdgeschoss der Rückfront bestand ursprünglich ein Wintergarten, der eine Terrasse trug.